# Clethra licanioides
Clethra licanioides är en tvåhjärtbladig växtart som beskrevs av Paul Carpenter Standley och Steyerm. Clethra licanioides ingår i släktet Clethra och familjen Clethraceae. Inga underarter finns listade i Catalogue of Life.